# کاکتوس‌های تبردار
پلسیفورا(نام علمی: Pelecyphora) نام یک سرده از تیره کاکتوس است.